# Oberschönegg

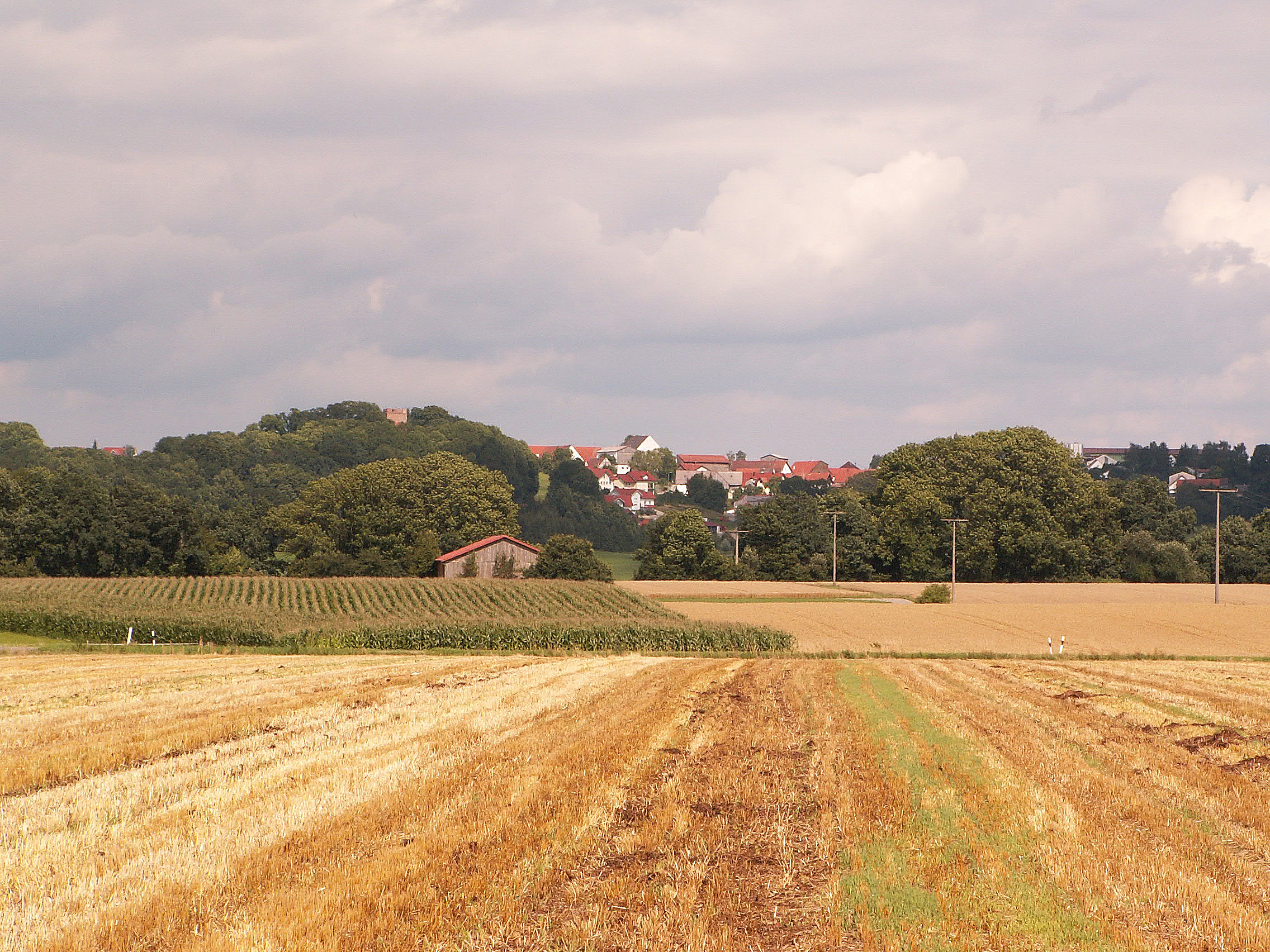
Oberschönegg von Westen vom Günztal her

Oberschönegg ist eine Gemeinde im schwäbischen Landkreis Unterallgäu.

## Geografie

### Lage
Oberschönegg liegt circa 20 Kilometer nordöstlich von Memmingen in der Region Donau-Iller in Oberschwaben.

### Gemeindegliederung
Es gibt 4 Gemeindeteile (in Klammern ist der Siedlungstyp angegeben):
- Dietershofen bei Babenhausen (Pfarrdorf)
- Märxle (Weiler)
- Oberschönegg (Kirchdorf)
- Weinried (Pfarrdorf)

Die 1580 im Salbuch des Pflegamts Schönegg genannte Ansiedlung Langer Jürgen und die bis 1933 bestandene Einöde Berghof sind abgegangen.
Das Gemeindegebiet besteht aus den Gemarkungen Oberschönegg, Dietershofen bei Babenhausen und Weinried.

## Geschichte

### Bis zur Gemeindegründung
Die Burg Altenschönegg war Sitz eines bedeutenden Reichsministerialengeschlechts. Seit 1355 war sie Pflegamt des Hochstifts Augsburg. Mit dem Reichsdeputationshauptschluss von 1803 fiel der Ort an Bayern. Weinried gehörte von 1538/39 bis 1803 den Fürsten Fugger-Babenhausen. Im Jahr 1818 wurde die politische Gemeinde Oberschönegg gebildet.

### Gebietsreform der 1970er
Der Ort kam im Zuge der Kreisreform am 1. Juli 1972 vom Landkreis Illertissen zum neu gebildeten Landkreis Unterallgäu. Am 1. Mai 1978 wurden die Gemeinden Dietershofen und Weinried eingegliedert.

### Einwohnerentwicklung
| Einwohner | 952 | 941 | 865 | 897 | 911 | 950 | 967 | 947 | 962 | 998 |

Zwischen 1988 und 2018 wuchs die Gemeinde von 862 auf 987 um 125 Einwohner bzw. um 14,5 %.

## Politik

### Bürgermeister
Erster Bürgermeister ist Günther Fuchs. Er wurde im Jahr 2008 Nachfolger von Thomas Schiochet und am 15. März 2020 mit 78,0 % der Stimmen im Amt bestätigt.

### Gemeinderat
Die Wahl am 15. März 2020 hatte folgendes Ergebnis:
- Wählergemeinschaft Weinried: 3 Sitze (36,3 %)
- Wählervereinigung Oberschönegg: 3 Sitze (34,9 %)
- Freie Wählervereinigung Dietershofen: 2 Sitze (28,8 %)

Gegenüber der Amtszeit von 2014 bis 2020 hat sich die Sitzverteilung zwischen den drei Wählergruppen nicht geändert.

### Wappen
| Wappen von Oberschönegg | Blasonierung: „Gespalten von Rot und Silber; vorne über einem silbernen Ulrichskreuz ein silbernes Marienmonogramm, hinten drei (2:1) gestellte schwarze Schlegel.“ |
| Wappen von Oberschönegg | Wappenbegründung: Grundlage des neuen Gemeindewappens ist das Wappen des alten Hochstifts Augsburg, der von Rot und Silber gespaltene Schild. Oberschönegg war als Pflegamt ein bedeutender Verwaltungsmittelpunkt innerhalb des Hochstifts. Auf die mittelalterliche Geschichte verweisen die drei Schlegel aus dem Wappen der Herren von Schönegg, deren Stammburg sich im heutigen Gemeindegebiet befand. Das Marienmonogramm ist dem Wappen des Redemptoristenordens entnommen und soll an den Aufenthalt des hl. Clemens Maria Hofbauer 1805/06 in Weinried erinnern. Das Ulrichskreuz steht für die Pfarrkirche St. Ulrich von Dietershofen. Das Wappen wurde vom Freisinger Heraldiker Theodor Goerge gestaltet. Es wurde am 20. Juli 1984 durch Bescheid der Regierung von Schwaben genehmigt. |

### Flagge
Die Flagge ist weiß-rot gestreift mit aufgelegtem Gemeindewappen.

## Bilder

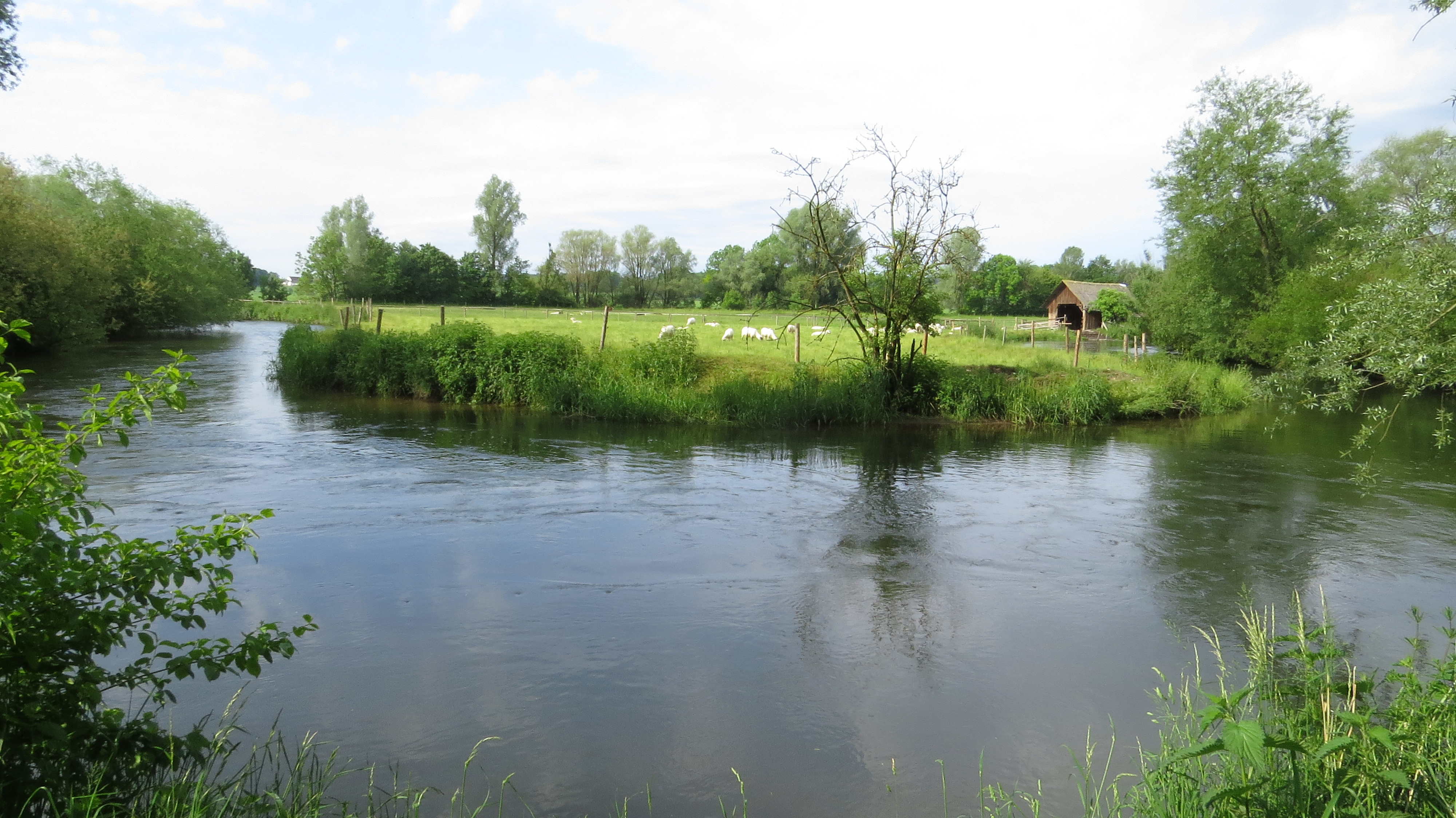
Günzmäander bei Weinried
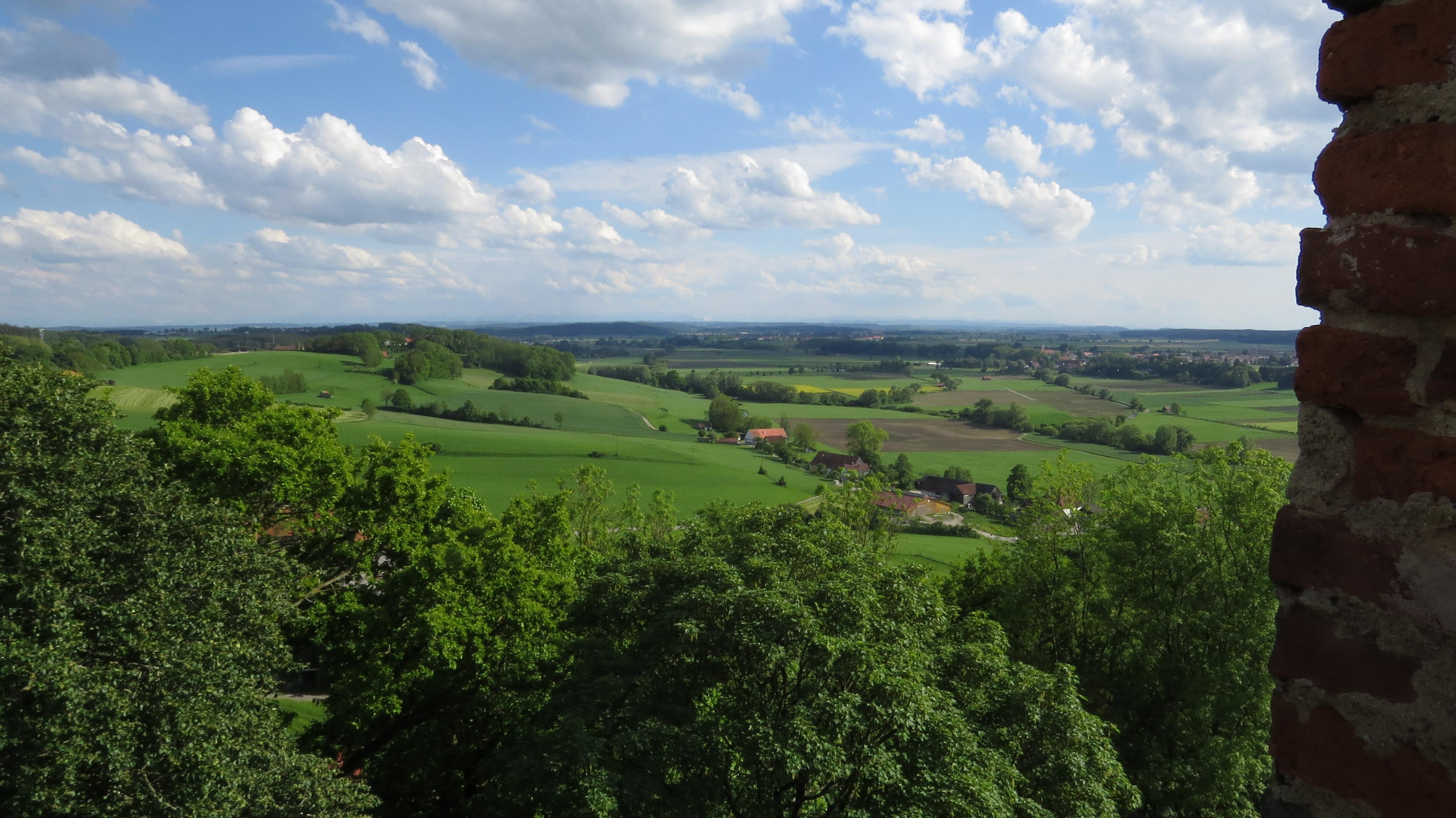
Blick vom Römerturm
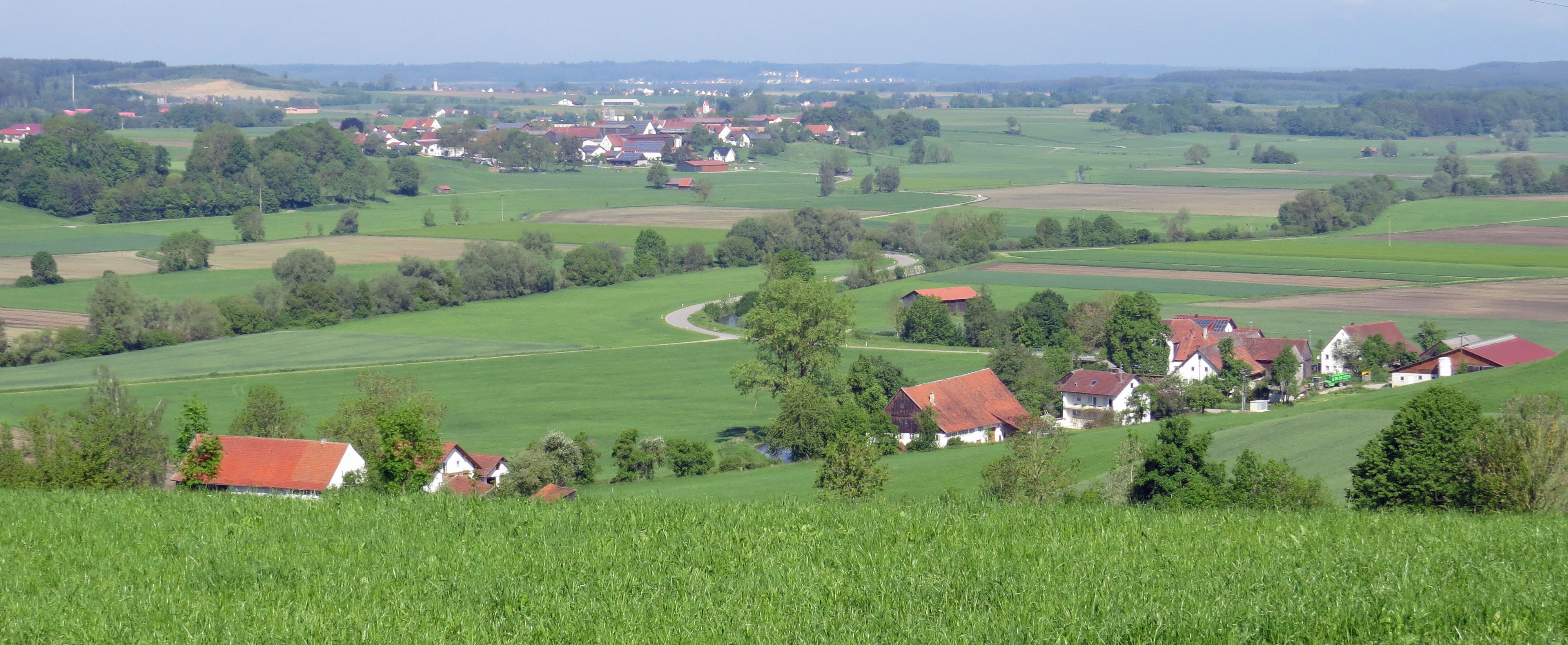
Günztal bei Oberschönegg
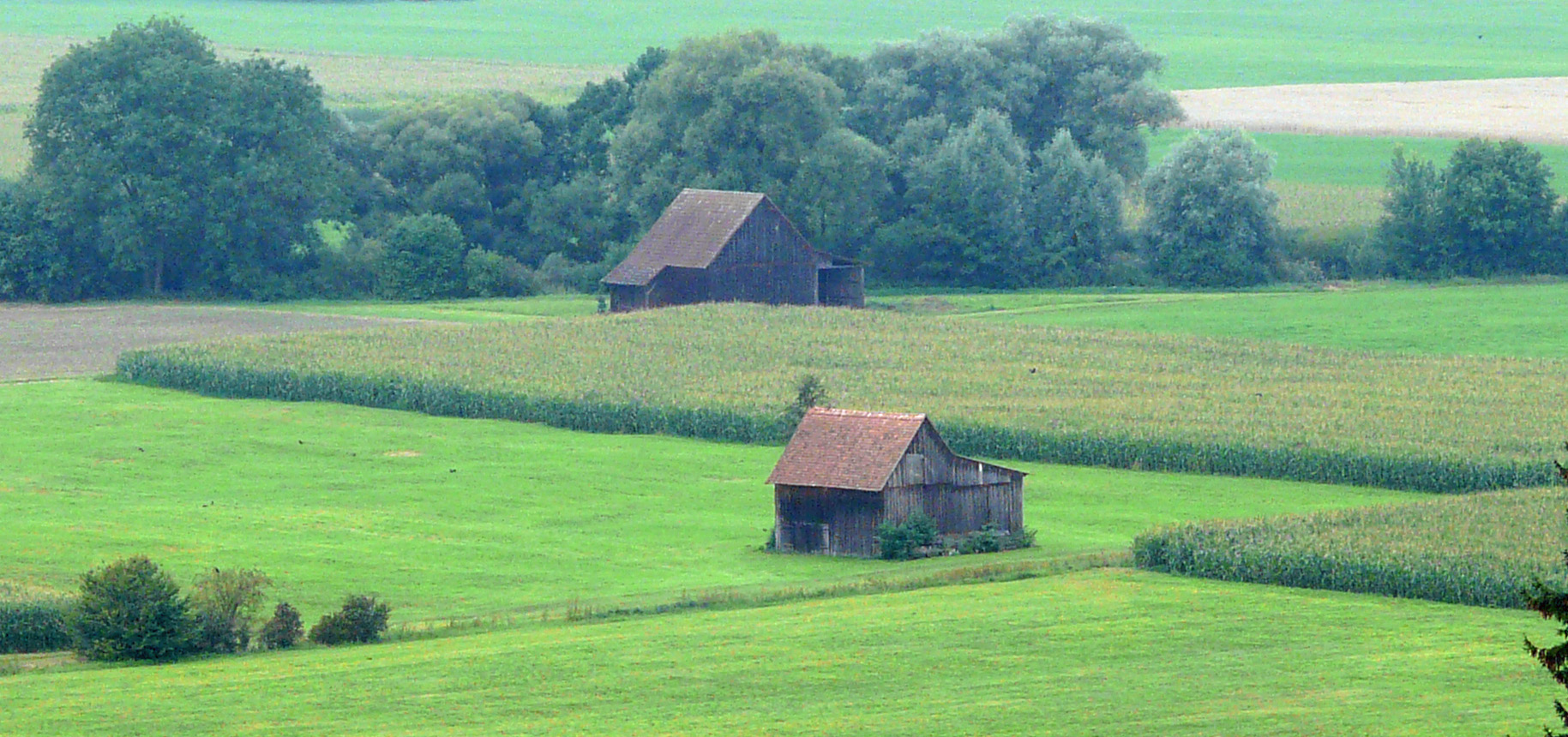
Günztal bei Oberschönegg
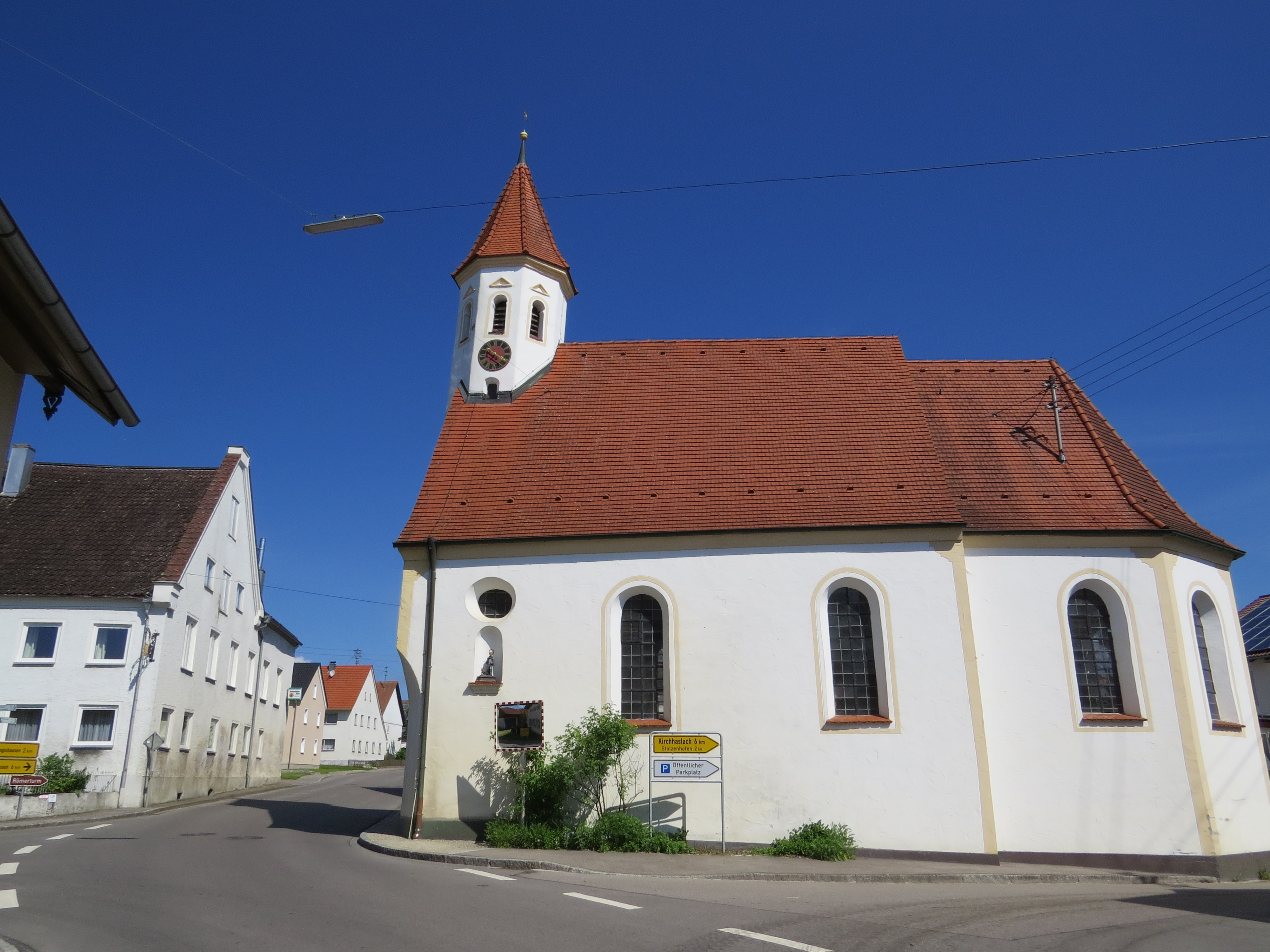
Kirche in Oberschönegg
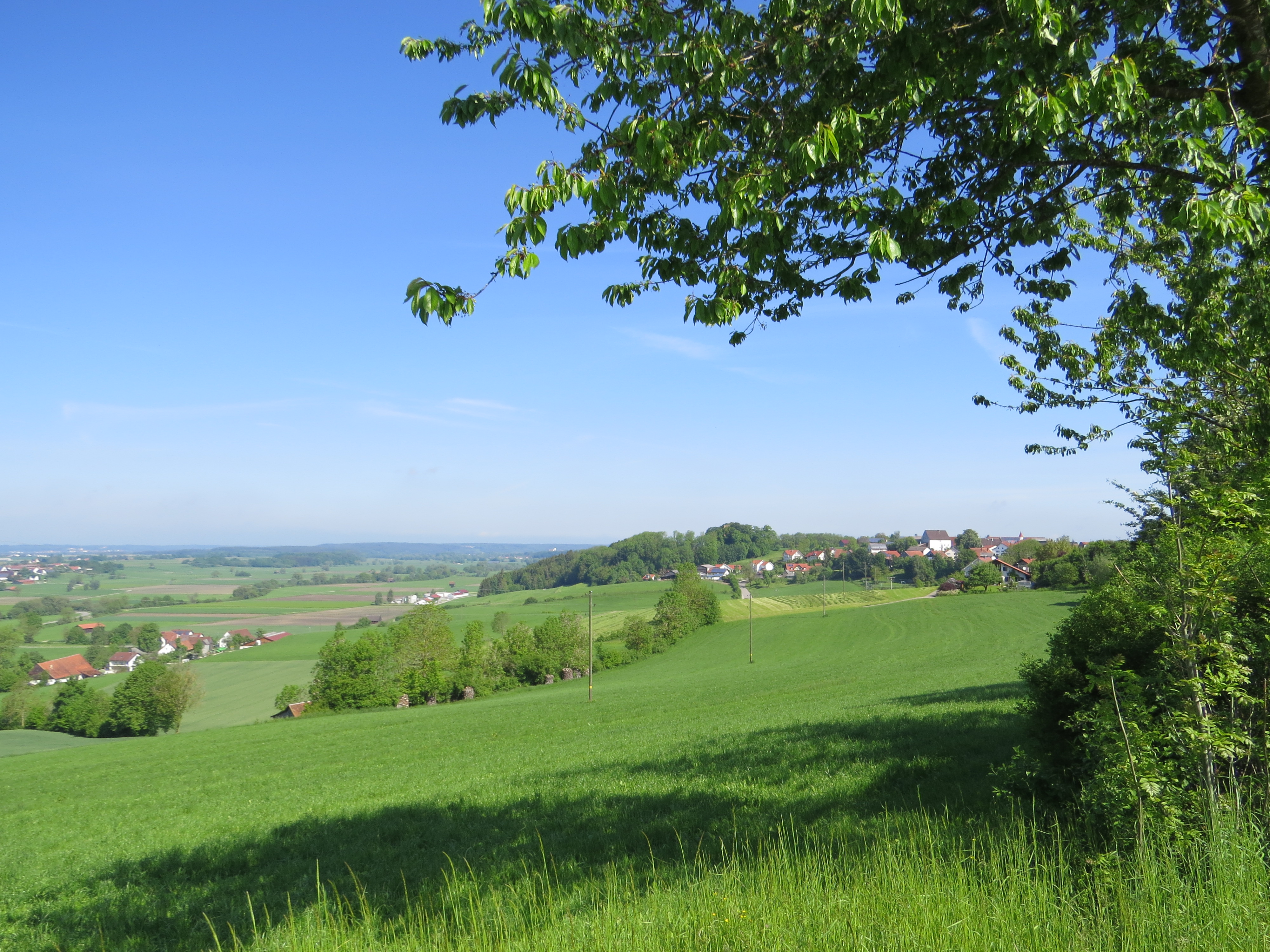
Oberschönegg von Süden
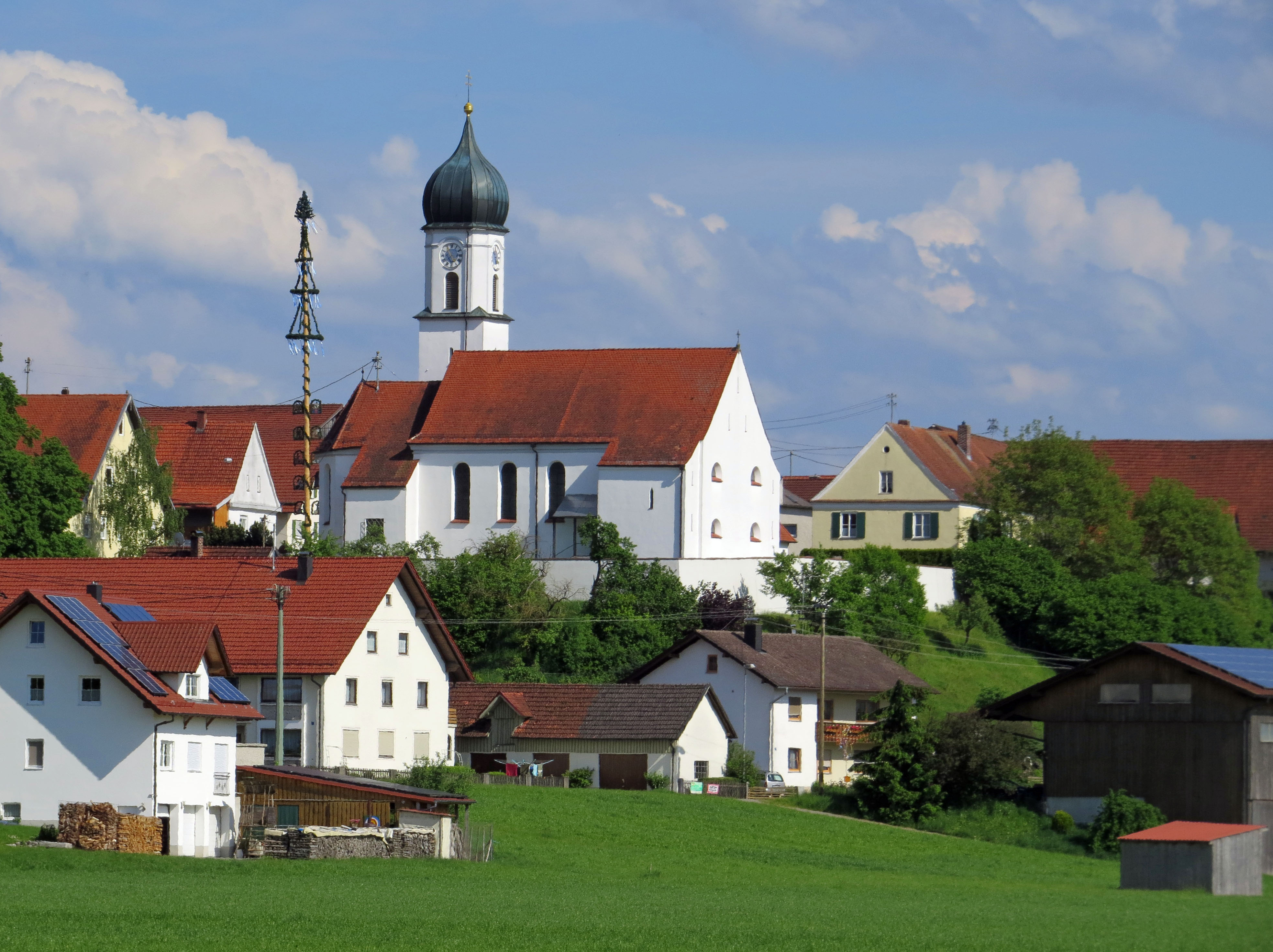
Weinried von Nordwesten

## Sehenswürdigkeiten

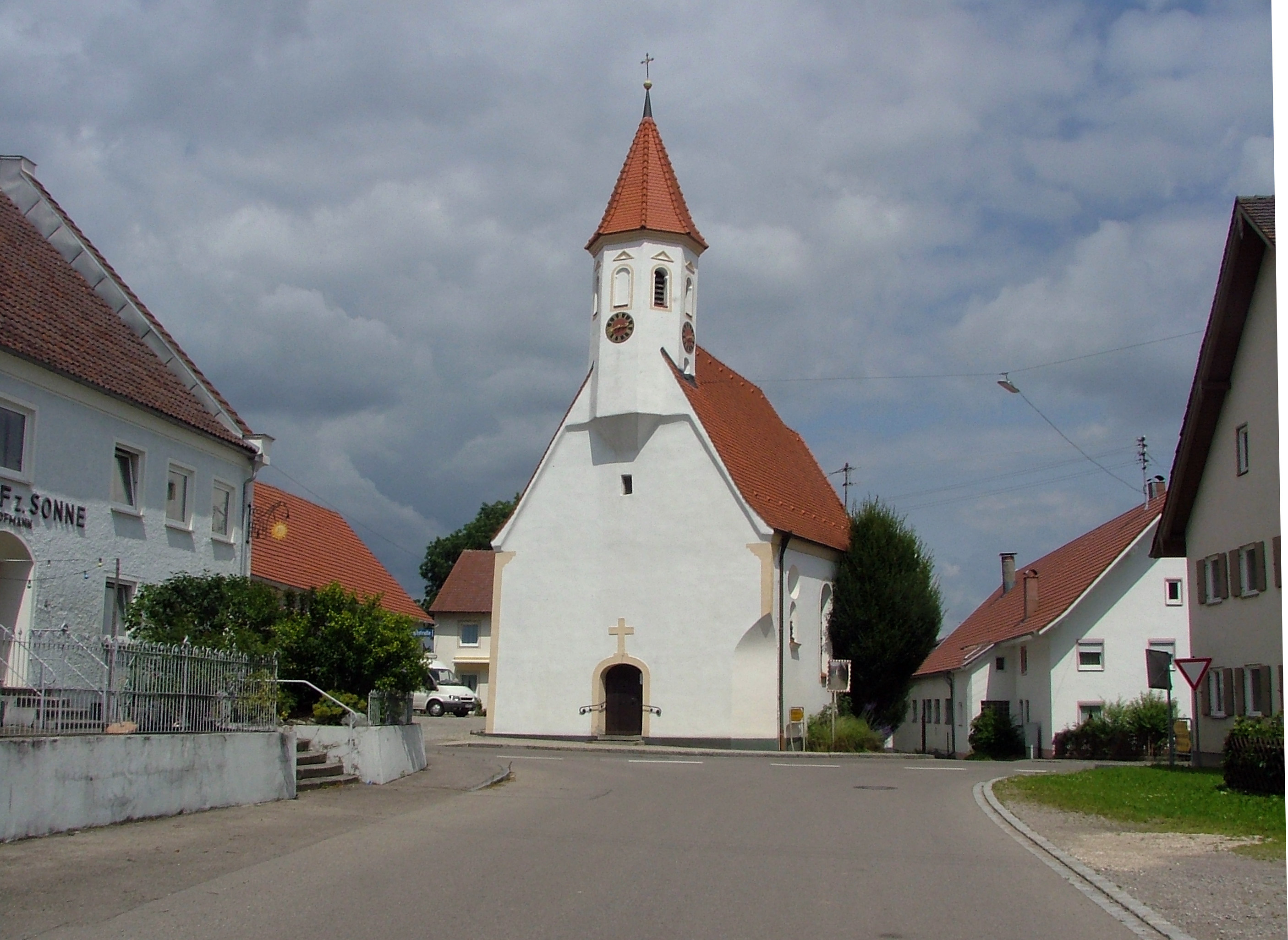
Kapelle St. Leonhard in Oberschönegg

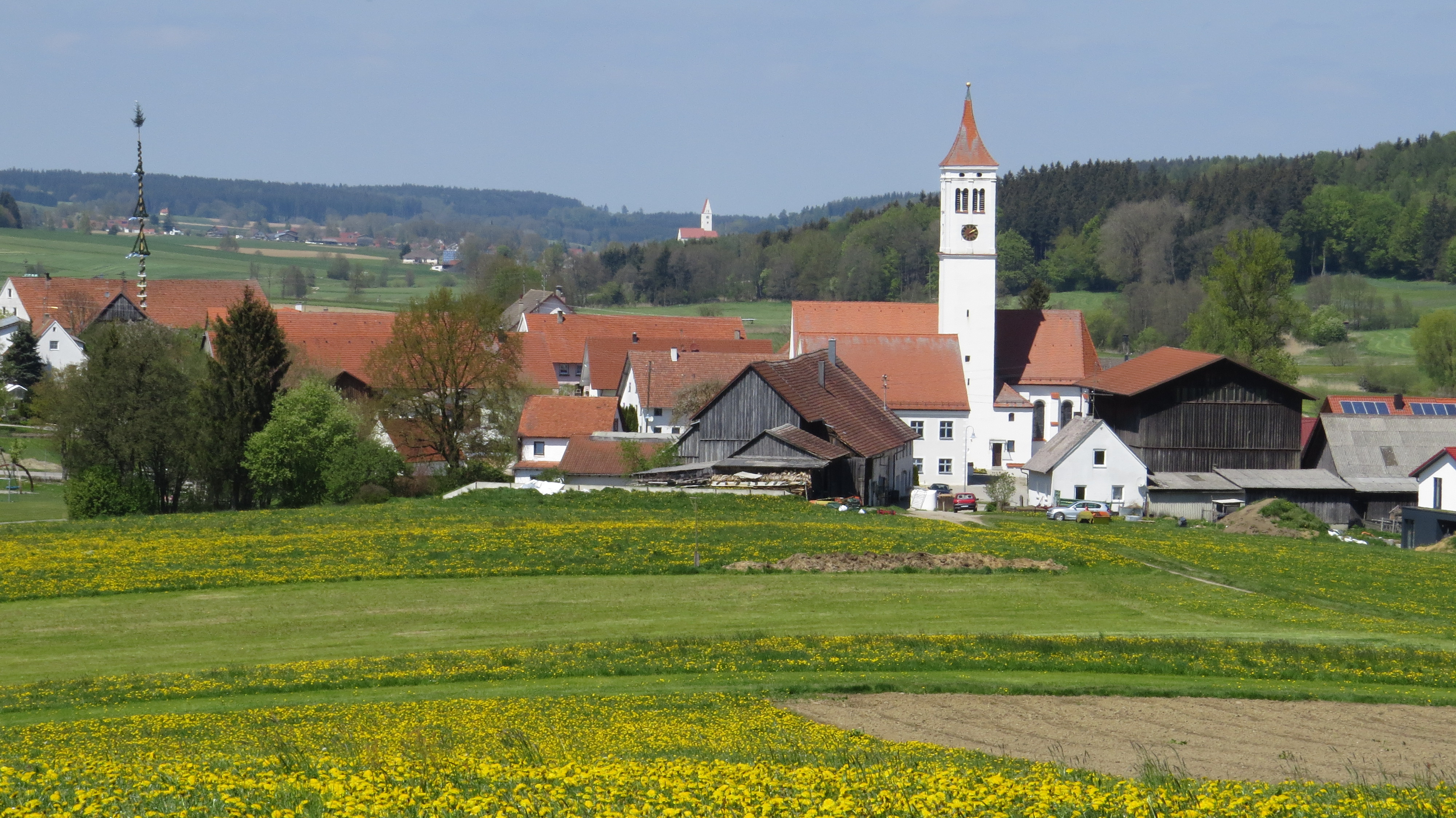
Dietershofen

- Reste der Burg Altenschönegg (Aussichtsturm, der sogenannte Römerturm)
- Filialkirche St. Leonhard
- Pfarrkirche St. Ulrich in Dietershofen
- Pfarrkirche St. Laurentius in Weinried

## Wirtschaft und Infrastruktur

### Wirtschaft einschließlich Land- und Forstwirtschaft
Es gab im Jahr 2019 nach der amtlichen Statistik 683 sozialversicherungspflichtig Beschäftigte am Arbeitsort. Sozialversicherungspflichtig Beschäftigte am Wohnort gab es 466. Im verarbeitenden Gewerbe gab es einen, im Bauhauptgewerbe gab es keinen Betrieb. Im Jahr 2016 bestanden 30 landwirtschaftliche Betriebe mit einer landwirtschaftlich genutzten Fläche von 919 ha, davon waren 339 ha Ackerfläche und 580 ha Dauergrünfläche.
Die Molkerei Ehrmann hat hier ihren Firmensitz.

### Bildung
Im Jahr 2021 gab es folgende Einrichtung:
- Kindergarten: Einer mit 42 Kindergartenplätzen und 38 Kindern